# Mytheresa
Mytheresa.com est une société de e-commerce spécialisée dans la mode de luxe, cotée en bourse et basée à Munich, en Allemagne. Plateforme numérique multi-marques de luxe, Mytheresa vend dans le monde entier du prêt-à-porter, des chaussures, sacs et accessoires pour femmes, hommes et enfants, ainsi que des produits Lifestyle et de la joaillerie.

## Histoire
En 1987, Susanne et Christoph Botschen ouvrent la boutique «Theresa » dans le centre-ville de Munich, qui proposait des pièces de créateurs pour femmes.
En 2006, le couple a complété la boutique physique en créant une boutique en ligne, Mytheresa, qui proposait du prêt-à-porter, des chaussures, sacs, accessoires et de la joaillerie fine signées de plus de 250 créateurs, dont Bottega Veneta, Brunello Cucinelli, Dolce&Gabbana, Gucci, Loewe, Loro Piana, Moncler, Prada, Saint Laurent, The Row et Valentino.
En 2010, la société de capital-risque Acton Capital Partners a investi dans Mytheresa et a ensuite détenu une participation minoritaire. En 2014, Mytheresa a été vendue à Neiman Marcus, une chaîne américaine de grands magasins de luxe, pour 150 millions d'euros.
Depuis mars 2015, Michael Kliger est le directeur général de Mytheresa. L'entreprise gère le site web en allemand, anglais, français, italien, arabe, chinois, coréen et espagnol et livre dans plus de 130 pays. Mytheresa a élargi son offre à la mode pour enfants en 2019 et à la mode masculine en 2020.
En mai 2020, à la suite de la procédure de faillite entamée par Neiman Marcus en vertu du Chapitre 11, Mytheresa a été écartée de la faillite par des investisseurs financiers et financée temporairement par des prêts d'actionnaires d'un montant de 200 millions de dollars. En janvier 2021, la société mère immédiate, MYT Netherlands, a fait son entrée à la Bourse de New York, ce qui a généré un produit d'émission de 407 millions de dollars, qui ont été utilisés pour rembourser les prêts des actionnaires. Le produit restant a été utilisé pour financer la forte croissance de l'entreprise. En 2022, Mytheresa a élargi son offre de luxe aux produits de décoration et d'intérieur avec l'introduction de la catégorie « Lifestyle ». En 2023, la gamme a été complétée par des montres Certified Pre-Owned en collaboration avec Bucherer, et la catégorie Joaillerie fine a été élargie davantage. À l'automne 2023, Mytheresa a ouvert un nouveau centre logistique de 55 000 m² près de l’aéroport de Halle/Leipzig.
En octobre 2024, Mytheresa annonce l'acquisition de Yoox Net-A-Porter (YNAP), l'entreprise de mode et d'accessoires de luxe en ligne de Richemont, sous réserve de l'approbation des autorités compétentes, en échange de l'acquisition par Richemont d'une participation de 33 % dans Mytheresa.